# Slag bij Saint Charles
De Slag bij Saint Charles vond plaats op 17 juni 1862 in Arkansas County, Arkansas tijdens de Amerikaanse Burgeroorlog. Het bestond uit een gevecht tussen acht Noordelijke schepen (waaronder de USS Mound City) en verschillende Zuidelijke batterijen. Een Zuidelijke batterij plaatste een voltreffer op de USS Mound City met veel slachtoffers tot gevolg. 105 van de 175 bemanningsleden kwam om bij de ontploffing. Het schip werd terug gesleept naar Memphis, Tennessee voor herstellingen.

## De slag
In de morgen van de 17 juni 1862 stoomden de kanonneerboten USS Mound City, USS Baron DeKalb, USS Lexington , USS Conestoga en enkele transportschepen onder leiding van commodore Augustus Kilty de White River op langs Saint Charles om het leger van generaal-majoor Samuel R. Curtis te bevoorraden bij Jacksonport, Arkansas.
Enkele kilometers voor Saint Charles ontscheepte de 46th Regiment Indiana Infantry en vormde een slaglinie. Ze marcheerden verder langs de rivier richting de Zuidelijken batterijen onder leiding van kapitein Joseph Fry. Op hetzelfde ogenblik voeren de kanonneerboten verder om de vijandelijke batterijen aan te vallen. De Zuidelijken openden het vuur. De Mound City werd geraakt in een stoomketel. Een zware ontploffing was het gevolg. Meer dan honderd opvarenden verloren het leven. Een ander schip nam de Mound City op sleeptouw voor herstellingen. Kolonel Fitch liet de kanonneerboten terugtrekken en zou met de infanterie de vijandelijke batterijen aanvallen. De infanterie keerde de Zuidelijke flank waardoor de batterijen het zwijgen opgelegd werden en Saint Charles kon bezet worden door de Noordelijken.